# Фрейзер, Лиам
Лиам Скотт Фрейзер (англ. Liam Scott Fraser; род. 13 февраля 1998, Торонто, Канада) — канадский футболист, полузащитник клуба «Даллас» и сборной Канады. Участник чемпионата мира 2022 года.

## Клубная карьера

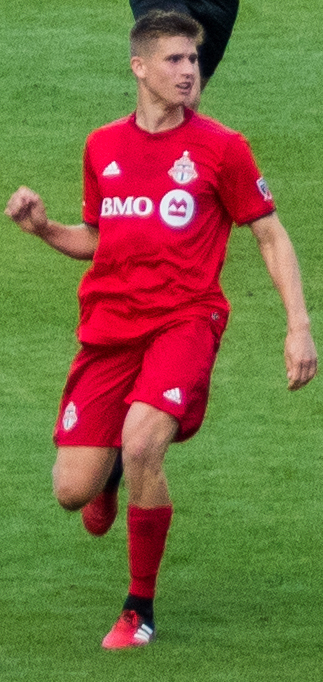
Фрейзер в составе «Торонто»

Фрейзер — воспитанник академии футбольного клуба «Торонто». В 2015 году Лиам начал привлекаться к играм «Торонто II», дебютировав в USL 6 июня в матче против «Харрисберг Сити Айлендерс». 10 февраля 2016 года Фрейзер подписал контракт с «Торонто II». 15 июня в поединке против «Монреаля» он забил свой первый гол в профессиональной карьере.
19 января 2018 года «Торонто» подписал с Фрейзером контракт по правилу доморощенного игрока. В MLS он дебютировал 14 апреля в матче против «Колорадо Рэпидз».
3 мая 2021 года Фрейзер отправился в аренду в «Коламбус Крю» на оставшуюся часть сезона 2021 в обмен на $50 тыс. в общих распределительных средствах. За «Коламбус» он дебютировал 16 мая в матче против «Нью-Инглэнд Революшн», выйдя на замену на 65-й минуте. По окончании сезона 2021 Фрейзер вернулся в «Торонто», но срок его контракта с клубом истёк.
18 января 2022 года Фрейзер присоединился к клубу бельгийского Первого дивизиона B «Дейнзе», подписав контракт на 2,5 года. За «Дейнзе» он дебютировал 9 февраля в матче против «Вестерло».

## Международная карьера
В 2017 году Фрейзер был включён в заявку молодёжной сборной Канады на участие в молодёжном чемпионате КОНКАКАФ в Коста-Рике. На турнире он сыграл в матчах против Мексики, Гондураса и Антигуа и Барбуды.
За сборную Канады Фрейзер дебютировал 15 октября 2019 года в матче Лиги наций КОНКАКАФ 2019/20 против сборной США.
В 2021 году Фрайзер принял участие в Золотом кубке КОНКАКАФ. На турнире он сыграл в матчах против сборных Мартиники, США, Коста-Рики и Мексики. В поединке против мартиникцев Джонатан забил гол.
В 2022 году Фрейзер принял участие в чемпионате мира 2022 в Катаре. На турнире он был запасным и на поле не вышел.
В 2023 году Фрейзер во второй раз был включён в состав сборной на Золотой кубок КОНКАКАФ 2023. На турнире он сыграл в матчах против сборных Гваделупы, Гватемалы, Кубы и США.

### Статистика в сборной
| Канада | Канада | Канада | Канада  |
| Год    | Игры   | Голы   | Ассисты |
| ------ | ------ | ------ | ------- |
| 2019   | 1      | 0      | 0       |
| 2020   | 3      | 0      | 1       |
| 2021   | 7      | 0      | 0       |
| 2022   | 4      | 0      | 1       |
| Всего  | 15     | 0      | 2       |

## Достижения
Командные
 «Торонто»
- Победитель Первенства Канады: 2018